# Otis Orchards-East Farms
 (septembre 2022).
Otis Orchards-East Farms  est une census-designated place américaine de l'État de Washington dans le comté de Spokane. 
La population était de 6 220 habitants en 2010.